# Эдемон
Эдемон (лат. Aedemon) — живший в I веке вольноотпущенник из римской провинции Африка. После того, как его бывший хозяин, последний царь Мавретании Птолемей, был убит в конце 40 года в Риме по приказу императора Калигулы, Эдемон поднял восстание. Эти события известны преимущественно в изложении Диона Кассия. О Эдемоне сообщает Плиний Старший в книге V своей «Естественной истории». Также в 1915 году в марокканском Волюбилисе была обнаружена надпись, согласно которой M. Valerius Severus был префектом ауксилиев, помогавших римским войскам победить Эдемона.
Среди других вождей восстания известен Сабал. Ставший в 41 году императором Клавдий в следующем году направил своих полководцев Гая Светония Паулина и Гнея Хозидия Гету. В ходе этой кампании Паулин стал первым римлянином, пересекшим Атласские горы. Тингри, современный Танжер, был частично разрушен в ходе боевых действий. Мятеж был подавлен в 44 году. После того, как римляне нанесли серьёзное поражение берберам, Сабал со своими войсками сдался Гете. Судьба Эдемона не известна.
Мавретанское царство было разделено на две части — Мавретанию Тингитанскую и Мавретанию Цезарейскую. Тингри был восстановлен.